# Бастид ди Сала
Бастид ди Сала (фр. Bastide-du-Salat) насеље је и општина у јужној Француској у региону Миди Пирене, у департману Арјеж која припада префектури Сен Жирон.
По подацима из 2011. године у општини је живело 206 становника, а густина насељености је износила 31,21 становника/km². Општина се простире на површини од 6,6 km². Налази се на средњој надморској висини од 370 метара (максималној 464 m, а минималној 295 m).

## Демографија
| 1962. | 1968. | 1975. | 1982. | 1990. | 1999. | 2011. |
| ----- | ----- | ----- | ----- | ----- | ----- | ----- |
| 216   | 218   | 180   | 160   | 147   | 171   | 206   |

График промене броја становника у току последњих година